# Občina Braslovče
Občina Braslovče je ena od občin v Republiki Sloveniji. Občinsko središče je istoimenski kraj Braslovče, čeprav ne tudi največje naselje te občine (večja so Letuš, Parižlje in Rakovlje). Občina spada v Spodnjo Savinjsko dolino in pod upravno enoto Žalec.

## Naselja v občini
Braslovče, Dobrovlje, Glinje, Gomilsko, Grajska vas, Kamenče, Letuš, Male Braslovče, Orla vas, Parižlje, Podgorje pri Letušu, Podvrh, Poljče, Preserje, Rakovlje, Spodnje Gorče, Šentrupert, Šmatevž, Topovlje, Trnava, Zakl, Zgornje Gorče

## Zgodovinski razvoj občine
Leta 1850 so bile ustanovljene občine Grajska vas, Gomilsko in Braslovče (območja teh občin danes spadajo pod občino Braslovče), ki so spadale pod okraj Vransko, okrajno glavarstvo Celje in okrožje Maribor. V letu 1870 je občina Braslovče obsegala Dobrovlje, Braslovče, Glinje, Kamenče, Male Braslovče, Letuš, Sv. Matej, Gornje Gorče, Parižle, Podgorje, Polče, Preserje, Orla ves, Rakovlje, Sv. Rupert, Topovlje, Podverh in Dolnje Gorče. Nova država je leta 1918 ohranila staro ureditev občin. V letu 1934 je bila ukinjena občina Gomilsko, njeno ozemlje je bilo priključeno občini Braslovče. Leta 1936 je bila občina Gomilsko ponovno ustanovljena. Po drugi svetovni vojni in ukinitvi občin Braslovče spadajo pod kategorijo kraj in vsebujejo 6 katastrskih občin in 15 naselij (Braslovče, Rakovlje, Letuš, Podgorje, Male Braslovče, Preserje, Zg. Gorče, Podvrh, Parižle, Polče, Sp. Gorče, Topolje, Glinje, Kamenče in Sv. Matevž). Leta 1948 se odcepi Letuš s Podgorjem, k Braslovčam preidejo Dobrovlje, pod Gomilsko pa preide del Glinj in Sv. Matevža. 1952 so ponovno uvedene občine. Občina Braslovče po tej spremembi obsega 8 katastrskih občin in 16 naselij ter spada pod mesto Celje in okraj Celje okolica. Letuš in Podgorje ponovno postaneta del braslovške občine, priključi pa se še del Orle vasi. Leta 1955 Braslovče postanejo del občine Žalec.[1] Leta 1964 občina Žalec ustanovi 19 krajevnih skupnosti. Braslovška zajema naslednja naselja: Braslovče, Rakovlje, Podvrh, Dobrovlje, Topovlje, Poljče, Kamenče, Glinje. Sp. Gorče, Zg. Gorče, Male Braslovče, Preserje in Parižlje. Leta 1994 je izveden posvetovalni referendum o preoblikovanju občin. Na tem se je 58,6% volivcev območja Braslovč odločilo proti ustanovitvi občine na tem področju. Leta 1998 je prišlo do preoblikovanja občine Žalec in nastale so manjše občine Braslovče, Polzela, Prebold, Tabor, Vransko in Žalec.

## Prebivalstvo
Ob popisu leta 2001 je bila slovenščina materni jezik 4709 (95,5 %) ter hrvaščina 128 (2,6 %) osebam. Neznano je za 68 (1,4)% oseb. 3559 ali 72,1 % je rimokatoličanov.
Statistični urad RS za leto 2022 navaja, da je občina Braslovče imela 5.730 prebivalcev in 529 prijavljenih podjetij. V istem letu je vrtec Braslovče obiskovalo 236 otrok.